# Nemi (Italie)
Pour les articles homonymes, voir Nemi.
Nemi est une commune de la ville métropolitaine de Rome Capitale, dans le Latium, en Italie.
Le nom de la ville dérive du latin nemus : « la forêt sacrée ». Dans l'antiquité ne se trouvait en ce lieu aucune ville, mais un bois et un lac (le lac de Nemi), sur le territoire d'« Aricie » (aujourd'hui  Ariccia), qui furent les sites d'un des plus célèbres des cultes romains (celui de Diane Aricine), bien que le site fût considéré sacré dès l'âge du bronze. Il fut le principal sanctuaire de la Ligue Latine. 
L'empereur Caligula y fit restaurer un très ancien temple, et construire de gigantesques navires, de type égyptien, toujours en fonction du culte de la Déesse.

## Géographie

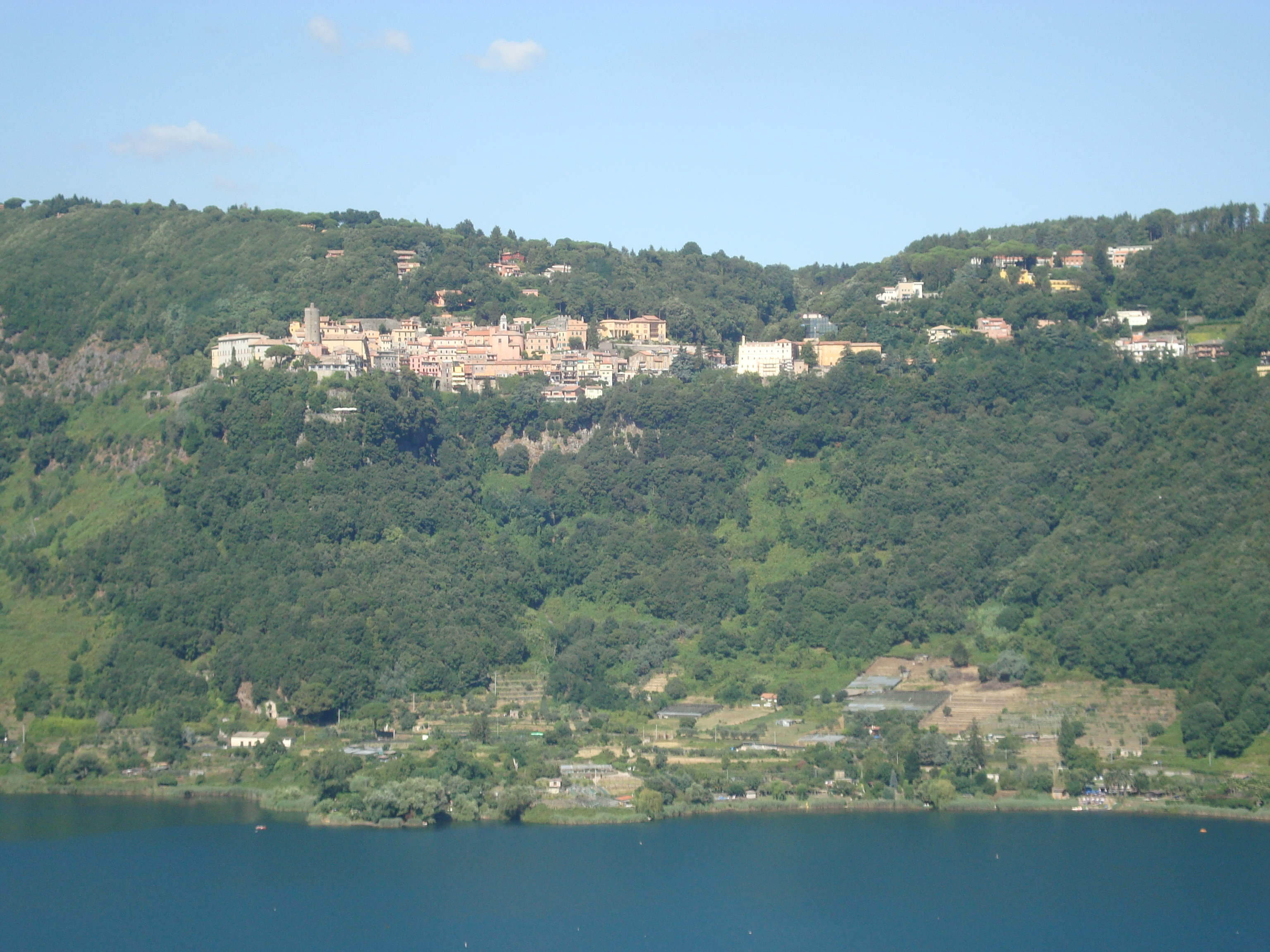
Vue de Nemi depuis le lac de Nemi.

Sur le territoire de Nemi se trouve le lac de Nemi.

## Administration
| Période                                  | Période  | Identité          | Étiquette | Qualité |
| ---------------------------------------- | -------- | ----------------- | --------- | ------- |
| 14 juin 2004                             | En cours | Alessandro Biaggi |           |         |
| Les données manquantes sont à compléter. |          |                   |           |         |

### Hameaux
Valle delle Colombe, Ville di Nemi, Parco dei Lecci, Vigna Grande, Valle Petrucola.

### Communes limitrophes
Ariccia, Genzano di Roma, Rocca di Papa, Velletri.